# Liste der orbitalen Raketenstarts (2021)
Möglicherweise startete am 27. Juli 2021 eine weitere CZ-2C.

## Startliste
Januar – Februar – März – April – Mai – Juni – Juli – August – September – Oktober – November – Dezember
| Datum (UTC)                                       | Raketentyp             | Startplatz      | Nutzlast | Art / Zweck | COSPAR-ID |
| Januar 2021                                       | Januar 2021            | Januar 2021     | Januar 2021 | Januar 2021 | Januar 2021 |
| ------------------------------------------------- | ---------------------- | --------------- | --- | --- | --- |
| 8. Jan. 2021 02:15                                | Falcon 9               | CCSFS 40        | Türksat 5A | Kommunikation | 01A |
| 17. Jan. 2021 19:39                               | LauncherOne            | MASP 12/30      | Elana 20 • RadFxSat-2 • 8 weitere 2× Prometheus | 9 Hochschulprojekte ◻ Amateurfunk ◻ TE (militärisch) ◻ | 02C 02A, 02F, 02L, … 02N, 02E |
| 19. Jan. 2021 16:25                               | CZ-3B/G3               | Xichang 2       | Tiantong 1-03 | Kommunikation | 03A |
| 20. Jan. 2021 07:26                               | Electron/KS            | Mahia 1A        | GMS-T | Kommunikation | 04A |
| 20. Jan. 2021 13:02                               | Falcon 9               | KSC 39A         | Starlink v1.0 L16 | 60× Kommunikation | 05A–05BM |
| 24. Jan. 2021 15:00 Rekordflug mit 143 Satelliten | Falcon 9               | CCSFS 40        | Transporter-1: 10× Starlink QPS-SAR 2 Capella 3, 4 (Whitney) 2× ICEYE XR-1 GHGSat C2 48× Flock 4s 8× Lemur-2 8× Kepler 5× Astrocast Hawk Cluster 2 36× Spacebee SOMP2b PIXL (CubeL) Elana 35: PTD-1 V-R3x Hiber 4 UVSQ-Sat ASELSat IDEASSat YUSAT 1 ARCE Prometheus 2-10 Charlie Celestis 17 Sherpa FX ION | SSO-Rideshare Kommunikation Erdbeobachtung 2× Erdbeobachtung Erdbeobachtung Erdbeobachtung ◻ Meteorologie, AIS ◻ Kommunikation ◻ 3× Aufklärung Kommunikation ◻ Hochschulprojekt ◻ TE/Kommunikation ◻ Hochschulprojekt ◻ 3× TE ◻ TE/Kommunikation ◻ TE/Forschung ◻ TE/Kommunikation ◻ Forschung ◻ TE ◻ 3× TE/AIS ◻ TE (militärisch) ◻ TE ◻ Weltraumbestattung Transporthalterung Raumschlepper | 06A, 06B, …, 06K 06CA 06BW, 06CE 06DB, 06CX 06CY 06DA 06ED, 06CP, … 06AP, 06AS, … 06DX, 06CS, … 06CC, 06CD, … 06CW, 06CZ, 06CT 06AN, 06AQ, … 06AJ 06AM 06BX 06EB 06AB 06AE 06AX 06AC 06BY, 06EG, 06BZ 06EH 06AD 06CB 06CV                                                        |
| 29. Jan. 2021 04:47                               | CZ-4C                  | Jiuquan 43/94   | Yaogan 31-02 | 3× ELINT | 07A, 07B, 07E |
| Februar 2021                                      |                        |                 | | | |
| 1. Feb. 2021 08:15                                | Hyperbola-1            | Jiuquan 43/95   | Zauberwürfel aus Metall mit eingravierter Schriftkunst; weitere Nutzlasten | Zauberwürfel aus Metall mit eingravierter Schriftkunst; weitere Nutzlasten | Fehlschlag |
| 2. Feb. 2021 20:45                                | Sojus-2.1b             | Plessezk 43/4   | Lotos-S1 Nr. 805 | Aufklärung | 08A |
| 4. Feb. 2021 06:19                                | Falcon 9               | CCSFS 40        | Starlink v1.0 L18 | 60× Kommunikation | 09A–09BM |
| 4. Feb. 2021 15:36                                | CZ-3B/G2               | Xichang 3       | TJS-6 | TE/Kommunikation oder Aufklärung | 10A |
| 15. Feb. 2021 04:45                               | Sojus-2.1a             | Baikonur 31/6   | Progress MS-16 | ISS-Versorgung | 11A |
| 16. Feb. 2021 03:59                               | Falcon 9               | CCSFS 40        | Starlink v1.0 L19 | 60× Kommunikation | 12A–12BM |
| 20. Feb. 2021 17:36                               | Antares 230+           | MARS 0A         | Cygnus CRS-15 Elana 33: IT-Spins 9× Thinsat-2 Gunsmoke-J 2 Orca-6, -7 Lawkanat-1 Dhabisat Tau-Sat 1 Guaranisat 1 Maya 2 Tsuru RSP-01 Hirogari Stars-EC Warp-01 | ISS-Versorgung Hochschulprojekt ◻ Hochschulprojekte ◻ TE/Erdbeobachtung ◻ TE/Kommunikation ◻ Erdbeobachtung TE ◻ Forschung ◻ Hochschulprojekt ◻ TE ◻ TE? ◻ TE, Amateurfunk ◻ Hochschulprojekt ◻ TE ◻ TE/Kommunikation ◻ | 13A 13G 13D 13E, 13C 1998-067SJ 13F 1998-067SH 1998-067SF 1998-067SD 1998-067SB 1998-067SG 1998-067SE |
| 24. Feb. 2021 02:22                               | CZ-4C                  | Jiuquan 43/94   | Yaogan 31-03 | 3× Fernerkundung | 14A, 14C, 14E |
| 28. Feb. 2021 04:54                               | PSLV-DL                | SHAR 1          | Amazônia-1 12× Spacebee Nanoconnect 2 SindhuNetra SD Sat Unity-Sat | Erdbeobachtung Kommunikation ◻ TE ◻ Technologieerprobung Hochschulprojekt ◻ 3× Kommunikation ◻ | 15A 15N, 15R, 15S … 15C 15D 15W |
| 28. Feb. 2021 06:55                               | Sojus-2.1b/Fregat      | Baikonur 31/6   | Arktika-M1 | Wettersatellit, Kommunikation | 16A |
| März 2021                                         |                        |                 | | | |
| 4. März 2021 08:24                                | Falcon 9               | KSC 39A         | Starlink v1.0 L17 | 60× Kommunikation | 17A–17BM |
| 11. März 2021 08:13                               | Falcon 9               | CCSFS 40        | Starlink v1.0 L20 | 60× Kommunikation | 18A–18BM |
| 11. März 2021 17:51                               | CZ-7A                  | Wenchang 201    | Shiyan-9 | Technologieerprobung | 19A |
| 13. März 2021 02:19                               | CZ-4C                  | Jiuquan 43/94   | Yaogan 31-04 | 3× ELINT | 20A, 20C, 20D |
| 14. März 2021 10:01                               | Falcon 9               | KSC 39A         | Starlink v1.0 L21 | 60× Kommunikation | 21A–21BM |
| 22. März 2021 06:07                               | Sojus-2.1a/Fregat      | Baikonur 31/6   | CAS500-1 ELSA-d Chaser ELSA-d Target GRUS DMSat-1 Najm-1 UniSat 7 mit: BCCSat-1 FEES DIY-1 SMOG-1 Stecco 2× Kepler Hiber 3 Challenge One Beesat 5–8 LacunaSat-2B NanosatC-BR2 KSU Cubesat Adelis-Samson Simba GRBAlpha 3B5GSat KMSL Pumbaa, Timon Zorky NRU HSE-DZZ Sirius-DZZ Vigoride | Erdbeobachtung TE 4× Erdbeobachtung Erdbeobachtung TE, Amateurfunk Hochschulprojekt ◻ TE ◻ TE, Amateurfunk ▫ TE, Amateurfunk ▫ Hochschulprojekt ▫ Kommunikation ◻ TE/Kommunikation ◻ Hochschulprojekt ◻ TE/Kommunikation ◻ Hochschulprojekt ◻ 3× TE ◻ Wildüberwachung ◻ Hochschulprojekt ◻ Kommunikation ◻ Hochschulprojekt ◻ Erdbeobachtung ◻ Schulprojekt ◻ Massesimulator | 22A 22N 22AQ 22C, 22B, 22E, 22D 22J 22P 22AK 22AL 22AH 22AJ 22Z, 22T 22L 22AA 22AM, 22AB, 22AN, 22AP 22S 22AF |
| 22. März 2021 22:30                               | Electron/Photon        | Mahia 1A        | BlackSky Global 9 Centauri 3 Myriota 7 2× M2 Veery Hatchling Gunsmoke-J 3 Photon 2 | Erdbeobachtung Kommunikation ◻ Erdbeobachtung, AIS ◻ TE/Wettersatellit ◻ TE (militärisch) ◻ TE/Satellitenbus | 23G 23B 23D 23C, 23J 23A 23E 23H |
| 24. März 2021 08:28                               | Falcon 9               | CCSFS 40        | Starlink v1.0 L22 | 60× Kommunikation | 24A–24BM |
| 25. März 2021 02:47                               | Sojus-2.1b/Fregat      | Wostotschny 1S  | OneWeb 5 | 36× Kommunikation | 25A–25AM |
| 30. März 2021 22:45                               | CZ-4C                  | Jiuquan 43/94   | Gaofen 12-02 | Erdbeobachtung | 26A |
| April 2021                                        |                        |                 | | | |
| 7. April 2021 16:34                               | Falcon 9               | CCSFS 40        | Starlink v1.0 L23 | 60× Kommunikation | 27A–27BM |
| 8. April 2021 23:01                               | CZ-4B                  | Taiyuan 9       | Shiyan 6-03 | Technologieerprobung | 28A |
| 9. April 2021 07:42                               | Sojus-2.1a             | Baikonur 31/6   | Sojus MS-18 | bemannte ISS-Mission | 29A |
| 23. April 2021 09:49                              | Falcon 9               | KSC 39A         | SpaceX Crew-2 | bemannte ISS-Mission | 30A |
| 25. April 2021 22:14                              | Sojus-2.1b/Fregat      | Wostotschny 1S  | OneWeb 6 | 36× Kommunikation | 31A–31AM |
| 26. April 2021 20:47                              | Delta IV Heavy         | VAFB 6          | USA 314 (NROL-82) | Aufklärung | 32A |
| 27. April 2021 03:20                              | CZ-6                   | Taiyuan 16      | Qilu 1 und Qilu 4 Foshan 1 Guotong 1 Tianqi 9 NEO 1 Taijing 2-01 Jinzijing 1 Lingque 1-D02 | 2× Erdbeobachtung TE/Erdbeobachtung Internet der Dinge Technologieerprobung Erdbeobachtung TE/Erdbeobachtung | 33A … 33K |
| 29. April 2021 01:50                              | Vega                   | CSG V           | Pléiades Neo 3 Norsat 3 ELO Alpha 2× Lemur-2 Bravo | Erdbeobachtung TE/AIS Kommunikation ◻ AIS/Meteorologie ◻ TE ◻ | 34A 34E 34D 34B, 34F 34C |
| 29. April 2021 03:23                              | CZ-5B                  | Wenchang 101    | Tianhe | Raumstationmodul | 35A |
| 29. April 2021 03:44                              | Falcon 9               | CCSFS 40        | Starlink v1.0 L24 | 60× Kommunikation | 36A–36BM |
| 30. April 2021 07:27                              | CZ-4C                  | Jiuquan 43/94   | Yaogan 34 | Fernerkundung | 37A |
| Mai 2021                                          |                        |                 | | | |
| 4. Mai 2021 19:01                                 | Falcon 9               | KSC 39A         | Starlink v1.0 L25 | 60× Kommunikation | 38A–38BM |
| 6. Mai 2021 18:11                                 | CZ-2C                  | Xichang 3       | Yaogan 30-08 Tianqi 12 | 3× geophysikalische Prospektion Internet der Dinge | 39A, 39B, 39C 39D |
| 9. Mai 2021 06:42                                 | Falcon 9               | CCSFS 40        | Starlink v1.0 L27 | 60× Kommunikation | 40A–40BM |
| 15. Mai 2021 11:11                                | Electron/KS            | Mahia 1A        | 2× BlackSky Global | Erdbeobachtung | Fehlschlag |
| 15. Mai 2021 22:56                                | Falcon 9               | KSC 39A         | Starlink v1.0 L26 Capella 6 Tyvak-0130 | 52× Kommunikation Erdbeobachtung TE/SSA ◻ | 41A–41BD 41BE 41BF |
| 18. Mai 2021 17:37                                | Atlas V 421            | CCSFS 41        | SBIRS-GEO 5 TDO-3 und -4 | Frühwarnsystem 2× TE ◻/12U | 42A 42B, 42C |
| 19. Mai 2021 04:03                                | CZ-4B                  | Jiuquan 43/94   | Haiyang 2D | Erdbeobachtung | 43A |
| 26. Mai 2021 18:59                                | Falcon 9               | CCSFS 40        | Starlink v1.0 L28 | 60× Kommunikation | 44A–44BM |
| 28. Mai 2021 17:38                                | Sojus-2.1b/Fregat      | Wostotschny 1S  | OneWeb 7 | 36× Kommunikation | 45A–45AM |
| 29. Mai 2021 12:55                                | CZ-7                   | Wenchang 201    | Tianzhou 2 | CSS-Versorgung | 46A |
| Juni 2021                                         |                        |                 | | | |
| 2. Juni 2021 16:17                                | CZ-3B/G3               | Xichang 2       | Fengyun-4B | Wettersatellit | 47A |
| 3. Juni 2021 17:29                                | Falcon 9               | KSC 39A         | Dragon CRS-22 iROSA 2B/4B Elana 36: RamSat2345 BD-28 (G-Satellit 2) SOAR MIR-Sat 1 | ISS-Versorgung ISS-Solarmodule Hochschulprojekt ◻ Sportwerbung ◻ Hochschulprojekt ◻ TE ◻ | 48A – 1998-067SL 1998-067SP 1998-067SM 1998-067SN |
| 6. Juni 2021 04:26                                | Falcon 9               | CCSFS 40        | SXM 8 | Satellitenradio | 49A |
| 11. Juni 2021 03:03                               | CZ-2D                  | Taiyuan 9       | Beijing 3-01 Hisea-2 Yangwang-1 TKSY1-TJ | Erdbeobachtung SAR-Erdbeobachtung Weltraumteleskop Technologieerprobung | 50A–50D |
| 12. Juni 2021                                     | Simorgh ?              | IKSC            | ? | ? | Fehlschlag |
| 13. Juni 2021 08:11                               | Pegasus XL             | VSFB 30/12      | TacRL-2: Odyssey | TE (militärisch) | 51A |
| 15. Juni 2021 13:35                               | Minotaur I             | MARS 0B         | USA 316–318 (NROL-111) | 3× Aufklärung | 52A, 52B, 52C |
| 17. Juni 2021 01:22                               | CZ-2F/G                | Jiuquan 43/91   | Shenzhou 12 | bemannte CSS-Mission | 53A |
| 17. Juni 2021 16:09                               | Falcon 9               | CCSFS 40        | GPS III-05 | Navigation | 54A |
| 18. Juni 2021 06:30                               | CZ-2C                  | Xichang 3       | Yaogan 30-09 Tianqi 14 | 3× geophysikalische Prospektion Internet der Dinge | 55A, 55B, 55D 55E |
| 25. Juni 2021 19:50                               | Sojus-2.1b             | Plessezk 43/4   | Pion-NKS 1 | ELINT | 56A |
| 29. Juni 2021 23:27                               | Sojus-2.1a             | Baikonur 31/6   | Progress MS-17 | ISS-Versorgung | 57A |
| 30. Juni 2021 14:47                               | LauncherOne            | MASP 12/30      | STP-27VPA: • HALO-Net FFS • CNCE 1 und 3 • Gunsmoke-J 4 BRIK-II 2× Stork | TE (militärisch) TE/Reflektor ◻ TE/Kommunikation ◻ TE ◻ TE (militärisch) ◻ TE/Erdbeobachtung ◻ | 058G 058E, 058D 058H 058F 058C, 058B |
| 30. Juni 2021 19:31                               | Falcon 9               | CCSFS 40        | Transporter-2: 3× Starlink 4× ÑuSat 4× ICEYE Capella 5 YAM-2 und -3 Gnomes 2 Umbra-SAR 2001 TUBIN (TUBSAT 27) 2× Lemur-2 16× Spacebee Centauri 4 Tropics PF PACE-1 Mandrake 1, 2 LINCS EG-3 (Tyvak 0173) D2/AtlaCom-1 Sherpa-FX2 Sherpa-LTE1 3× Hawk Lynk-06 (Shannon) Shasta (Aurora) 5× Astrocast 4× KSF1 4× Lemur-2 12× Spacebee Faraday Phoenix Tiger-2 (Ayan-21) Painani-II Arthur 1 Tenzing ION SCV 3 Neptuno 1 Spartan QMR-KWT NAPA 2 W-Cube Ghalib | SSO-Rideshare Satelliteninternet Erdbeobachtung TE, Diverses Meteorologie Erdbeobachtung Meteorologie, AIS ◻ Internet der Dinge ◻ Kommunikation ◻ TE/Meteorologie ◻ TE ◻ 2× TE (militärisch) 2× TE (militär.) ◻/12U Internet der Dinge ◻ Hochschulprojekt ◻ Raumschlepper SIGINT Kommunikation Erdbeobachtung Kommunikation ◻ AIS, SIGINT ◻ Meteorologie, AIS ◻ Internet der Dinge ◻ TE ◻ Erdbeobachtung ◻ TE/Kommunikation ◻ TE ◻/12U Treibstoffdepot Raumschlepper TE/AIS ◻ TE ◻ Hochschulprojekt ◻ Erdbeobachtung ◻ TE/Kommunikation ◻ TE ◻ | 59A, 59B, 59C 59AC, 59AU, 59AT, 59AS 59AR, 59AM, 59AP, 59AQ 59AL 59AJ, 59AN 59AH 59AD 59X 59V 59Y 59AG 59AE, 59AF 59Z, 59AA 59P 59AV 59CH 59BQ 59CG, 59BE, 59BX 59BM 59CF 59CD, 59CL, 59CE, … 59BD, 59AZ, 59BR, 59BZ 59AX 59BT 59BB 59CC 59CA 59AK 59CR 59CP 59BS 59CN 59CQ 59CM |
| Juli 2021                                         |                        |                 | | | |
| 1. Juli 2021 12:48                                | Sojus-2.1b/Fregat      | Wostotschny 1S  | OneWeb 8 | 36× Kommunikation | 60A–60AM |
| 3. Juli 2021 02:51                                | CZ-2D                  | Taiyuan 9       | Jilin 1 Kuanfu-1B Jilin 1 Gaofen 03D Xingshidai-10 | Erdbeobachtung 3× Erdbeobachtung Erdbeobachtung | 61A–61E |
| 4. Juli 2021 23:28                                | CZ-4C                  | Jiuquan 43/94   | Fengyun-3E | Wettersatellit | 62A |
| 6. Juli 2021 15:53                                | CZ-3C/G2               | Xichang 2       | Tianlian 1E | Relaissatellit | 63A |
| 9. Juli 2021 11:59                                | CZ-6                   | Taiyuan 16      | Zhuzhou-1 (Zhongzi-2) | 5× SIGINT | 64A, 64B, … 64E |
| 19. Juli 2021 00:19                               | CZ-2C                  | Xichang 3       | Yaogan 30-10 Tianqi 15 | 3× geophysikalische Prospektion Internet der Dinge | 65A, 65C, 65D 65B |
| 21. Juli 2021 14:58                               | Proton                 | Baikonur 200/39 | Nauka | ISS-Modul | 66A |
| 29. Juli 2021 04:01                               | CZ-2D                  | Jiuquan 43/94   | Tian Hui 1-04 | Kartografie | 67A |
| 29. Juli 2021 06:00                               | Electron/KS            | Mahia 1A        | STP-27RM: Monolith | TE (militärisch) | 68A |
| 30. Juli 2021 21:00                               | Ariane 5 ECA           | CSG A-3         | Star One D2 Eutelsat Quantum | Kommunikation | 69A 69B |
| August 2021                                       |                        |                 | | | |
| 3. Aug. 2021 07:39                                | Hyperbola-1            | Jiuquan 43/95B  | Zauberwürfel 01A weitere Nutzlasten | ? | Fehlschlag |
| 4. Aug. 2021 11:01                                | CZ-6                   | Taiyuan 16      | KL-Beta A/B | 2× TE/Kommunikation | 70A, 70B |
| 5. Aug. 2021 16:30                                | CZ-3B/G3               | Xichang 2       | Chinasat 2E | Kommunikation | 71A |
| 10. Aug. 2021 22:01                               | Antares 230+           | MARS 0A         | Cygnus CRS-16 | ISS-Versorgung | 72A |
| 12. Aug. 2021 00:13                               | GSLV Mk II             | SHAR 2          | EOS-03 (GISAT-1) | Erdbeobachtung | Fehlschlag |
| 17. Aug. 2021 01:47                               | Vega                   | CSG V           | Pléiades Neo 4 LEDSAT RadCube Sunstorm BRO-4 | Erdbeobachtung TE/Satellitentracking ◻ TE/Forschung ◻ SIGINT ◻ | 73E 73D 73B 73C 73A |
| 18. Aug. 2021 22:32                               | CZ-4B                  | Taiyuan 9       | Tianhui 2-02 | 2× Kartografie | 74A, 74B |
| 21. Aug. 2021 22:14                               | Sojus-2.1b/Fregat      | Baikonur 31/6   | OneWeb 9 | 34× Kommunikation | 75A–75AK |
| 24. Aug. 2021 11:15                               | CZ-2C/YZ-1S            | Jiuquan 43/94   | IFTS 1 (RSW 01) IFTS 2 (RSW 02) ? | Kommunikation ? | 76A 76C 76B |
| 24. Aug. 2021 15:41                               | CZ-3B/G2               | Xichang 3       | TJS-7 | TE/Kommunikation oder Aufklärung | 77A |
| 28. Aug. 2021 22:35                               | Rocket 3.3             | PSCA 3B         | STP-27AD1 | Testflug | Fehlschlag |
| 29. Aug. 2021 07:14                               | Falcon 9               | KSC 39A         | Dragon CRS-23 PR_CuNaR 2 Cuava-1 CAPSat Space HAUC Binar-1 Maya-3 Maya-4 | ISS-Versorgung Forschung ◻ TE/Ausbildung ◻ TE/Ausbildung ◻ | 78A 1998-067W 1998-067SU 1998-067SV 1998-067SX 1998-067SR 1998-067SS 1998-067ST |
| September 2021                                    |                        |                 | | | |
| 3. Sep. 2021 01:59                                | Firefly Alpha Erstflug | VSFB 2W         | DREAM: Hiapo TIS Serenity BSS1 Qubik-1 Qubik-2 FossaSat-1b FossaSat-2 Genesis-L Genesis-N | Rideshare-Testflug Forschung ◻ Ausbildung ◻ TE ◻ TE/Kommunikation ▫ | Fehlschlag |
| 7. Sep. 2021 03:01                                | CZ-4C                  | Taiyuan 9       | Gaofen 5-02 | Erdbeobachtung | 79A |
| 9. Sep. 2021 11:50                                | CZ-3B/G2               | Xichang         | Chinasat 9B | Kommunikation | 80A |
| 9. Sep. 2021 19:59                                | Sojus-2.1w             | Plessezk 43/4   | Rasbeg Nr. 1 | Aufklärung | 81A |
| 14. Sep. 2021 3:55                                | Falcon 9               | VSFB 4E         | Starlink 2-1 | 51× Kommunikation | 82B–82BD |
| 14. Sep. 2021 18:07                               | Sojus-2.1b/Fregat      | Baikonur 31/6   | OneWeb 10 | 34× Kommunikation | 83A–83AK |
| 16. Sep. 2021 00:02                               | Falcon 9               | KSC 39A         | Inspiration4 | Touristenflug | 84A |
| 20. Sep. 2021 07:10                               | CZ-7                   | Wenchang 201    | Tianzhou 3 | CSS-Versorgung | 85A |
| 27. Sep. 2021 06:19                               | Kuaizhou-1A            | Jiuquan         | Jilin 1 Gaofen-02D | Erdbeobachtung | 86A |
| 27. Sep. 2021 08:20                               | CZ-3B/G2               | Xichang 3       | Shiyan-10 | TE | 87A |
| 27. Sep. 2021 18:12                               | Atlas V 401            | VSFB 3E         | Landsat 9 CUTE CuPID Cesium 1, 2 | Erdbeobachtung TE/Astronomie ◻ Hochschulprojekte ◻ TE Kommunikation ◻ | 88A 88D 88E 88B, 88C |
| Oktober 2021                                      |                        |                 | | | |
| 5. Okt. 2021 08:55                                | Sojus-2.1a             | Baikonur 31/6   | Sojus MS-19 | bemannte ISS-Mission | 89A |
| 14. Okt. 2021 09:40                               | Sojus-2.1b/Fregat      | Wostotschny 1S  | OneWeb 11 | 36× Kommunikation | 90A–90AM |
| 14. Okt. 2021 10:51                               | CZ-2D                  | Taiyuan 9       | Xihe MD-1 SSS-1 QX-1 MOTS Tianshu 1 Tianyuan 1 Golden Bauhinia N2 Head 2E, 2F SSS-2A | Sonnenobservatorium ? Hochschulprojekt ◻ ? TE Beidou-Augmentation ? Erdbeobachtung AIS-Datensammlung Hochschulprojekt ◻ | 91A–91L |
| 15. Okt. 2021 16:23                               | CZ-2F/G                | Jiuquan 43/91   | Shenzhou 13 | bemannte CSS-Mission | 92A |
| 16. Okt. 2021 09:34                               | Atlas V 401            | CCSFS 41        | Lucy | Asteroidensonde | 93A |
| 21. Okt. 2021 08:00                               | Nuri Erstflug          | Naro 2          | Massesimulator | Testflug | Fehlschlag |
| 24. Okt. 2021 01:27                               | CZ-3B/G3               | Xichang 2       | Shijian-21 | TE | 94A |
| 24. Okt. 2021 02:10                               | Ariane 5 ECA           | CSG A-3         | SES-17 Syracuse 4A | Kommunikation Militärkommunikation | 95A 95B |
| 26. Okt. 2021 02:19                               | H-IIA 202              | TNSC Y1         | QZS 1R | Navigation | 96A |
| 27. Okt. 2021 06:19                               | Kuaizhou-1A            | Jiuquan         | Jilin 1 Gaofen-02F | Erdbeobachtung | 97A |
| 28. Okt. 2021 00:00                               | Sojus-2.1a             | Baikonur 31/6   | Progress MS-18 | ISS-Versorgung | 98A |
| November 2021                                     |                        |                 | | | |
| 3. Nov. 2021 07:43                                | CZ-2C/YZ-1S            | Jiuquan 43/94   | Yaogan 32-02A Yaogan 32-02B | TE | 99A 99B |
| 5. Nov. 2021 02:19                                | CZ-6                   | Taiyuan 16      | Guangmu | Geowissenschaften | 100A |
| 6. Nov. 2021 03:00                                | CZ-2D                  | Xichang 3       | Yaogan 35A Yaogan 35B Yaogan 35C | 3× Erdbeobachtung | 101A 101B 101D |
| 9. Nov. 2021 00:55                                | Epsilon                | USC             | Raise 2 Hibari Z-Sat Drums Drums Target 1 Drums Target 2 TeikyoSat-4 Asterisc Arica NanoDragon Kosen-1 | TE TE ◻ | 102C 102F 102E 102G 102M 102N 102B 102A 102H |
| 11. Nov. 2021 02:03                               | Falcon 9               | KSC 39A         | SpaceX Crew-3 | bemannte ISS-Mission | 103A |
| 13. Nov. 2021 12:19                               | Falcon 9               | CCSFS 40        | Starlink 4-1 | 53× Kommunikation | 104A–104BE |
| 16. Nov. 2021 09:27                               | Vega                   | CSG V           | Ceres 1, 2, 3 | 3× SIGINT | 105A, 105B, 105C |
| 18. Nov. 2021 01:38                               | Electron/KS            | Mahia 1A        | Global 14 & 15 | 2× Erdbeobachtung | 106A, 106B |
| 20. Nov. 2021 01:51                               | CZ-4B                  | Taiyuan 9       | Gaofen 11-03 | Erdbeobachtung | 107A |
| 20. Nov. 2021 06:16                               | Rocket 3               | PSCA 3B         | STP-27AD2 | Testflug | 108A |
| 22. Nov. 2021 23:45                               | CZ-4C                  | Jiuquan 43/94   | Gaofen 3-02 | Erdbeobachtung | 109A |
| 24. Nov. 2021 06:21                               | Falcon 9               | VSFB 4E         | DART Licia Cube | Asteroidensonde Tochtersonde ◻ | 110A |
| 24. Nov. 2021 13:06                               | Sojus-2.1b             | Baikonur 31/6   | Progress M-UM Pritschal | Raumschlepper ISS-Modul | 111A |
| 24. Nov. 2021 23:41                               | Kuaizhou-1A            | Jiuquan         | Shiyan-11 | TE | 112A |
| 25. Nov. 2021 01:09                               | Sojus-2.1b/Fregat      | Plessezk 43/4   | Tundra 15L | Frühwarnung | 113A |
| 26. Nov. 2021 16:40                               | CZ-3B/G3               | Xichang 2       | Chinasat 1D | Kommunikation | 114A |
| Dezember 2021                                     |                        |                 | | | |
| 2. Dez. 2021 23:12                                | Falcon 9               | CCSFS 40        | Starlink 4-3 Global 12 & 13 | 48× Kommunikation 2× Erdbeobachtung | 115A–115AU 115BA, 115BB |
| 5. Dez. 2021 00:19                                | Sojus ST-B/Fregat      | CSG S           | Galileo 27 & 28 | 2× Navigation | 116A, 116B |
| 7. Dez. 2021 04:12                                | Ceres-1                | Jiuquan         | Tianjin Daxue 1 Baoyun Lize-1 Jin Zijing 5 Jin Zijing 1-03 | IR-Erdbeobachtung TE Fernerkundung | 117D 117E 117B |
| 7. Dez. 2021 10:19                                | Atlas V 551            | CCSFS 41        | STP-3: STPSat 6 LDPE-1 Ascent | Militärsatelliten: TE TE ◻/12U | 118A 118B 118E |
| 8. Dez. 2021 07:38                                | Sojus-2.1a             | Baikonur 31/6   | Sojus MS-20 | bemannte ISS-Mission (Weltraumtourismus) | 119A |
| 9. Dez. 2021 00:02                                | Electron/KS            | Mahia 1A        | Global 16 & 17 | 2× Erdbeobachtung | 120B, 120A |
| 9. Dez. 2021 06:00                                | Falcon 9               | KSC 39A         | IXPE | Röntgenteleskop | 121A |
| 10. Dez. 2021 00:11                               | CZ-4B                  | Jiuquan 43/94   | Shijian 6-05A, -05B | 2× TE | 122A, 122B |
| 13. Dez. 2021 12:07                               | Proton-M/Bris-M        | Baikonur        | Express AMU3 Express AMU7 | Kommunikation | 123B 123A |
| 13. Dez. 2021 16:09                               | CZ-3B/G3               | Xichang         | Tianlian 2B | Relaissatellit | 124A |
| 15. Dez. 2021 02:00                               | Kuaizhou-1A            | Jiuquan         | GeeSAT | 2× Navigation | Fehlschlag |
| 18. Dez. 2021 12:41                               | Falcon 9               | VSFB 4E         | Starlink | 52× Kommunikation | 125A–125BD |
| 19. Dez. 2021 03:58                               | Falcon 9               | CCSFS 40        | Türksat 5B | Kommunikation | 126A |
| 21. Dez. 2021 10:07                               | Falcon 9               | KSC 39A         | Dragon CRS-24 GT-1 FEES 2 Daily Gaspacs Patcool Targit Light 1 | ISS-Versorgung TE ◻ Forschung ◻ | 127A 1998-067TH 1998-067TF 1998-067TB 1998-067TE 1998-067TG |
| 22. Dez. 2021 15:32                               | H-IIA 204              | TNSC Y1         | Inmarsat-6 F1 | Kommunikation | 128A |
| 23. Dez. 2021 10:12                               | CZ-7A                  | Wenchang 201    | Shiyan-12 01/02 | 2× TE | 129A, 129B |
| 25. Dez. 2021 12:20                               | Ariane 5 ECA           | CSG A-3         | JWST | Infrarot-Weltraumteleskop | 130A |
| 26. Dez. 2022 03:11                               | CZ-4C                  | Taiyuan 9       | Ziyuan-1 06 CAMSAT XW-3 | Erdbeobachtung Schülerprojekt ◻ | 131A 131B |
| 27. Dez. 2021 13:10                               | Sojus-2.1b/Fregat      | Baikonur 31/6   | OneWeb 12 | 36× Kommunikation | 132A–132AM |
| 27. Dez. 2021 19:00                               | Angara A5/Perseus      | Plessezk 35/1   | IPN 1 | Massesimulator | Fehlschlag – 133A |
| 29. Dez. 2021 11:13                               | CZ-2D                  | Jiuquan 43/94   | Tianhui 4 | Kartografie | 134 |
| 29. Dez. 2021 16:43                               | CZ-3B/G3               | Xichang         | TJS-9 | TE/Kommunikation oder Aufklärung | 135A |
| 30. Dez. 2021 03:30                               | Simorgh                | IKSC            | 3 Nutzlasten | ? | kein Orbit erreicht |

Art / Zweck: Die Abkürzung „TE“ steht für „Technologieerprobung“, also das Testen neuer Satellitentechnik; die Symbole ◻ und ▫ kennzeichnen Cubesats bzw. PocketQubes. Bei Cubesats ab 12U-Format ist die Größe mit angegeben. Siehe Satellitentypen für weitere Erläuterungen.

## Fehlschläge und Teilerfolge
1. ↑  Ein Stück Isolierschaumstoff löste sich von der Rakete und verklemmte zeitweise eine der Gitterflossen an deren Basis, die zur Steuerung während des Flugs dienen. Nachdem das Schaumstoffteil wieder weggeblasen worden war, kam es zu einer heftigen Ruderbewegung und zum Kontrollverlust über den Kurs der Rakete. (iSpace-Pressemeldung vom 1. März 2021, Spacenews-Artikel vom 2. März 2021, Fotos des Starts)
2. ↑  Fehlfunktion der zweiten Raketenstufe kurz nach deren Triebwerkszündung. (Twitter-Nachricht von Rocket Lab, 15. Mai 2021)
3. ↑  Es gibt keine offiziellen Informationen zu diesem Start. Er wurde vom United States Space Command beobachtet, ohne dass ein Objekt eine Erdumlaufbahn erreichte. (CNN-Artikel vom 22. Juni 2021, aktualisiert am 23. Juni.)
4. ↑  Die Nutzlastverkleidung öffnete sich nicht. (Firmenmitteilung vom 4. August 2021)
5. ↑  Wahrscheinlich wegen eines lecken Überdruckventils war der Druck im Wasserstofftank der oberen Raketenstufe zu niedrig. Dies führte zu einer Fehlfunktion der Treibstoffpumpe und zu einem automatischen Missionsabbruch, noch bevor das Triebwerk der Stufe zünden konnte. (Untersuchungsbericht der ISRO vom 25. März 2022)
6. ↑  Ein Betankungssystem war nach dem Abtrennen von der Rakete undicht. Treibstoff lief aus, entzündete sich und beschädigte eines der Erststufentriebwerke, das eine Sekunde nach dem Abheben ausfiel. Mit den vier übrigen Triebwerken erreichte die Rakete nur eine Höhe von 50 km.(Spacenews-Artikel vom 12. Oktober 2021; Astra-Pressemeldung vom 29. August 2021)
7. ↑  Etwa 15 Sekunden nach dem Abheben fiel eines der vier Erststufentriebwerke wegen eines Wackelkontakts aus und damit auch ein Teil der Schubvektorsteuerung. Die Rakete geriet zwei Minuten später beim Durchbrechen der Schallmauer außer Kontrolle. Daraufhin wurde ihre Selbstzerstörung eingeleitet. (Youtube-Video vom 6. September 2021, Unfallbeschreibung im Kommentartext; Youtube-Video vom 11. Oktober 2021, Erklärung zum Triebwerksausfall ab Minute 0:45)
8. ↑  In der dritten Raketenstufe löste sich ein Heliumbehälter und beschädigte den Sauerstofftank. Es trat Sauerstoff aus, und das Triebwerk wurde wegen des Sauerstoffmangels 50 Sekunden zu früh abgeschaltet. Daher erreichte die Stufe keine Orbitalgeschwindigkeit und setzte die Nutzlast in eine suborbitale Bahn aus. (Twitter-Nachricht des Korea Aerospace Research Institute vom 29. Dezember 2021 und Spacenews-Artikel vom 21. Oktober 2021)
9. ↑  Die Rakete hob ab, erreichte aber keine Erdumlaufbahn. (Spacenews-Artikel vom 15. Dezember 2021)
10. ↑  Nur der erste von mehreren geplanten Triebwerksläufen der neuen Perseus-Oberstufe fand statt. Sie verblieb daher mit dem Massesimulator in einem niedrigen Parkorbit. (Spaceflight-Now-Artikel vom 31. Dezember 2021)
11. ↑  Die obere Raketenstufe erreichte keine Orbitalgeschwindigkeit. Nach offiziellen iranischen Angaben handelte es sich um einem erfolgreichen suborbitalen Testflug. Westliche Beobachter halten dies für unplausibel und gehen von einem fehlgeschlagenen Orbitalstart aus. (Nasaspaceflight-Artikel vom 30. Dezember 2021)

## Weitere Anmerkungen
1. 1 2 3 4 5 6 7 8 9 10 11 12 13 14 15 16 17 18 19 20 21 22 23 24 25 26 27 28 29  Der Start war erfolgreich, aber die ausgesetzten Nutzlasten wurden nicht identifiziert; beispielsweise weil Informationen vom Betreiber fehlen, weil mehrere Satelliten auf ähnlichen Umlaufbahnen nicht unterschieden werden konnten oder weil sie zu klein waren, um von den Weltraumüberwachungssystemen erkannt zu werden.
2. ↑  Der Urnenbehälter ist fest an der Sherpa-Transporhalterung angebracht und verblieb mit dieser in einer Erdumlaufbahn.
3. 1 2 3 4 5 6 7 8 9 10 11 12 13 14 15 16 17 18 19 20 21 22 23 24 25 26 27  Diese Kleinsatelliten wurden zunächst zur ISS gebracht. Wenn sie von dort aus ins All ausgesetzt wurden, erhalten sie eine COSPAR-ID, die von der ID der ISS (1998-067A) abgeleitet ist.
4. 1 2 3 4  Der Satellit wurde als Unternutzlast des vorstehenden Satelliten gestartet und erst später von diesem ausgesetzt.